# Athemistus luciae
Athemistus luciae är en skalbaggsart som beskrevs av Carter 1926. Athemistus luciae ingår i släktet Athemistus och familjen långhorningar. Inga underarter finns listade.